# Jedwabno (Kuyavian-Pomerania)
Jedwabno [jpronunciación en polaco: /ɛdˈvabnɔ/] Es un pueblo en el distrito administrativo de Gmina Lubicz, dentro del Distrito de Toruń, Voivodato de Cuyavia y Pomerania, en el norte de Polonia. Se encuentra aproximadamente 2 kilómetros al norte de Lubicz y 11 kilómetros al este de Toruń.